# José Oscar Bernardi
Oscar, mit vollem Namen José Oscar Bernardi (* 20. Juni 1954 in Monte Sião, Minas Gerais), ist ein ehemaliger brasilianischer Fußballspieler und -trainer. In den Jahren 1978 bis 1986 absolvierte er 60 Spiele als Abwehrspieler für die brasilianische Fußballnationalmannschaft und nahm an drei Fußball-Weltmeisterschaften teil.
Nach seinem Karriereende als Spieler in Japan bei Nissan Motors (1987–1989) wurde er dort Trainer (1989–1991) und war danach bis 1998 bei sieben weiteren Vereinen als Fußballtrainer tätig. 1988 wurde er zum Fußballer des Jahres in Japan gewählt.

## Erfolge
- Staatsmeisterschaft von São Paulo (4): 1980, 1981, 1985, 1987
- Brasilianischer Meister: 1986
- Japanischer Meister (2): 1988, 1989
- WM-Dritter 1978 (7 Spiele / 0 Tore)

| Personendaten    | Personendaten                               |
| ---------------- | ------------------------------------------- |
| NAME             | Bernardi, José Oscar                        |
| ALTERNATIVNAMEN  | Oscar (Kurzname)                            |
| KURZBESCHREIBUNG | brasilianischer Fußballspieler und -trainer |
| GEBURTSDATUM     | 20. Juni 1954                               |
| GEBURTSORT       | Monte Sião, Brasilien                       |